# Carl Adlercreutz (militär)
Carl Gustaf Nikolas Adlercreutz, född den 8 november 1864 i Brunneby församling, Östergötlands län, död den 20 juni 1930 i Gryts församling, samma län, var en svensk militär och idrottsman. Han var bror till Nils Adlercreutz. 

## Biografi
Adlercreutz blev extra kadett vid flottan 1877, volontär vid Smålands husarregemente 1884 och sergeant där 1888. Han avlade mogenhetsexamen samma år och blev därefter elev vid Krigsskolan, varifrån han utexaminerades 1889. Adlercreutz blev underlöjtnant vid Smålands husarregemente sistnämnda år, transporterades 1893 som sådan till Norrlands dragonregemente, där han blev löjtnant 1894 och ryttmästare 1903. Han blev suppleant i remonteringsstyrelsen 1909. Adlercreutz beviljades avsked 1914 och blev ryttmästare i Skånska dragonregementets reserv samma år. Han blev riddare av Svärdsorden 1910. Adlercreutz var disponent vid Stenfors bruk i Tingsås socken, Kronobergs län. Han var känd stövarjägare och mycket anlitad domare på stövarprov samt föregångsman och främjare av den militära idrotten, särskilt häst- och skidsport.

## Utmärkelser
- Riddare av Svärdsorden,  6 juni 1910

[Redigera Wikidata]